# Ion Nunweiller
Ion Nunweiller (Piatra Neamț, 9 gennaio 1936 – Pitești, 3 febbraio 2015) è stato un allenatore di calcio e calciatore rumeno, di ruolo difensore.

## Palmarès

### Giocatore
- Campionato rumeno: 5

Dinamo Bucarest: 1961-1962, 1962-1963, 1963-1964, 1964-1965, 1970-1971
- Coppa di Romania: 3

Dinamo Bucarest: 1958-1959, 1963-1964, 1967-1968
- Campionato turco: 1

Fenerbahçe: 1969-1970

### Individuale
- Miglior calciatore straniero del campionato turco: 1

1970

### Allenatore
- Campionato rumeno: 3

Dinamo Bucarest: 1972-1973, 1974-1975, 1976-1977
- Seconda divisione rumena: 1

Ceahlăul: 1992-1993